# The Documentary
The Documentary è il secondo album del rapper statunitense The Game, prodotto da Dr. Dre, Kanye West, Scott Scorch, e 50 Cent, pubblicato nel 2005.

## Il disco
Il disco dimostra l'ottima capacità lirica di The Game che dà il meglio di sé sulle basi di Dr. Dre, come nella traccia Westside Story, la titletrack The Documentary, e How We Do in duetto con 50 Cent. Uno dei pezzi di maggior successo nelle classifiche internazionali è stato Hate It or Love It, del quale è stato registrato anche un video.

## Tracce
| #  | Title                   | Producer(s)                            | Featured guest(s) | Sample(s) | Time |
| -- | ----------------------- | -------------------------------------- | ----------------- | --- | ---- |
| 1  | "Intro"                 | Dr. Dre, Che Vicious                   |                   | "Down into the Magic" by Donald Kerr | 0:32 |
| 2  | "Westside Story"        | Dr. Dre, Scott Storch                  | 50 Cent           | | 3:43 |
| 3  | "Dreams"                | Kanye West                             |                   | "No Money Down" by Jerry Butler | 4:46 |
| 4  | "Hate It or Love It"    | Cool & Dre                             | 50 Cent           | "Rubberband" by The Trammps | 3:26 |
| 5  | "Higher"                | Dr. Dre, Mark Batson                   |                   | | 4:05 |
| 6  | "How We Do"             | Dr. Dre, Mike Elizondo                 | 50 Cent           | | 3:55 |
| 7  | "Don't Need Your Love"  | Havoc, Additional Prod. By Dr. Dre     | Faith Evans       | "Not Gon Cry" by Mary J. Blige | 4:26 |
| 8  | "Church for Thugs"      | Just Blaze                             |                   | | 4:14 |
| 9  | "Put You on The Game"   | Timbaland                              | Timbaland         | | 4:07 |
| 10 | "Start From Scratch"    | Dr. Dre, Scott Storch                  | Marsha Of Floetry | | 4:07 |
| 11 | "The Documentary"       | Jeff Bhasker, co-produced by Jeff Reed |                   | Contains an audio excerpt from the film Livin' tha Life                                                                                 | 4:11 |
| 12 | "Runnin'"               | Hi-Tek                                 | Tony Yayo, Dion   | | 4:26 |
| 13 | "No More Fun and Games" | Just Blaze                             |                   | "You Can't Love Me, If You Don't Respect Me" by Lyn Collins, "My Philosophy" by Boogie Down Productions and "Gangsta, Gangsta" by N.W.A | 2:37 |
| 14 | "We Ain't"              | Eminem, co-produced by Luis Resto      | Eminem            | "The Watcher" by Dr. Dre, "One Day at a Time" by Tupac Shakur, and "Patiently Waiting" by 50 Cent                                       | 4:46 |
| 15 | "Where I'm From"        | Focus                                  | Nate Dogg         | "Amanda" by Dionne Warwick | 3:08 |
| 16 | "Special"               | Needlz                                 | Nate Dogg         | "Catherine Howard" by Rick Wakeman | 3:57 |
| 17 | "Don't Worry"           | Dr. Dre, Mike Elizondo                 | Mary J. Blige     | | 4:11 |
| 18 | "Like Father, Like Son" | Buckwild                               | Busta Rhymes      | "Mariya" by The Family Circle | 5:27 |